# Kinesisk folklore
Kinesiska folksagor har en lång historia som går tillbaka flera tusen år. Periodvis har den blivit reviderad, då kejsare beordrat att man skulle bränna gamla böcker och trycka nya som passade bättre ihop med kulturen de försökte skapa. Huvudinfluensen för kinesiska folksagor har varit daoism, konfucianism och buddhism.